# Rodrigo Valenzuela
Rodrigo Ignacio Valenzuela Avilés (né le 27 novembre 1975 à Santiago au Chili) est un joueur de football international chilien, qui évoluait au poste de milieu de terrain.

## Biographie

### Carrière en sélection
Avec l'équipe du Chili, il dispute 17 matchs (pour aucun but inscrit) entre 1998 et 2005. Il figure notamment dans le groupe des sélectionnés lors des Copa América de 2001 et de 2004.

## Palmarès

### Palmarès en club
| Santiago Wanderers - Championnat du Chili (1) : - Champion : 2001. |  | Club América - Championnat du Mexique (1) : - Champion : 2005 (Ouverture). |  | Universidad Católica - Championnat du Chili (1) : - Champion : 2010. - Coupe du Chili (1) : - Vainqueur : 2011. |